# Пабло Сабалета
Пабло Хавиер Сабалета (Pablo Javier Zabaleta) е бивш аржентински футболист, изявяващ се предимно вдясно като защитник или полузащитник.

## Отличия
Манчестър Сити
- ФА Къп (2011)
- Купа на лигата на Англия (2014)
- Висша лига (2011/12, 2013/14)